# Paw kongijski
Paw kongijski (Afropavo congensis) – gatunek ptaka z podrodziny bażantów (Phasianinae) w rodzinie kurowatych (Phasianidae), jedyny przedstawiciel rodzaju Afropavo. Występuje endemicznie w Demokratycznej Republice Konga. Ptak żyjący na dnie lasów, bliski zagrożenia wyginięciem. Pawie te zostały odkryte w latach 30. XX wieku. Nie wyróżnia się podgatunków.

## Morfologia
Długość ciała samców 64–70 cm (długość ogona 20,6–26 cm), masa ciała dwóch ptaków 1361 i 1475 g; długość ciała samic 60–63 cm (długość ogona 16,9–22,5 cm), masa ciała dwóch ptaków 1135 i 1154 g. Upierzenie zielononiebieskie, metaliczne, na głowie czub z białoniebieskich piór. Brak charakterystycznego dla pawi ogona.

## Tryb życia
Zamieszkuje lasy tropikalne. Ptak łączy się w pary na całe życie. Samica znosi 2–3 jaja w gnieździe w spróchniałym pniu drzewa. Młode wylęgają się po 27–28 dniach.

## Status
Międzynarodowa Unia Ochrony Przyrody (IUCN) uznaje pawia kongijskiego za gatunek bliski zagrożenia (NT – near threatened) od 2022 roku; wcześniej, od 1994 roku był uznawany za gatunek narażony (VU – vulnerable). Liczebność populacji szacuje się na 2,5–10 tysięcy dorosłych osobników. Trend liczebności populacji jest spadkowy.